# محمد بن سعود بن فيصل بن تركي آل سعود
محمد بن سعود بن فيصل بن تركي آل سعود الملقب بـ (غزالان) (توفي عام 1307 هـ تقريبًا) ، وهو أكبر أبناء الإمام سعود بن فيصل، والدته هي الأميرة العنود بنت هتيمي المنديل الخالدي (شيوخ العمور من بني خالد). ولد في مدينة الأحساء حيث كان والده أميراً عليها، وهو أحد أحفاد الإمام فيصل بن تركي ولقد كان الدرع الأيمن لوالده وهو ابن عم الملك عبد العزيز، كان شجاعاً وحكيماً قاد جميع المعارك مع والده. ولا ذرية من بعده إلا من ابنه الأمير سلمان بن محمد.

## أسرته
متزوج من ابنة الأمير راكان بن فلاح بن مانع بن حثلين العجمي، وأنجبا:
- الأمير سعود بن محمد بن سعود.
- الأمير عبد الله بن محمد بن سعود.
- الأمير عبد العزيز بن محمد بن سعود.
- الأمير فهد بن محمد بن سعود.
- الأميرة العنود بنت محمد بن سعود. متزوجة من الأمير محمد بن عبد الرحمن آل سعود.
- الأمير سلمان بن محمد بن سعود. كان متزوج من الأميرة حصة بنت عبد الرحمن آل سعود وله من الأبناء:

1. الأمير فيصل بن سلمان بن محمد بن سعود. له من الأبناء الأمير عبد الإله[1]، الأمير سلمان (متزوج من كريمة الأمير فهد بن عبد الله بن محمد بن سعود الكبير[2]، ومتزوج من الأميرة نورة بنت خالد بن بندر بن عبد العزيز آل سعود)، الأميرة هيفاء (متزوجة من الأمير محمد بن مساعد بن عبد الرحمن آل سعود ولها من الأبناء الأمير فيصل، الأميرة تولين، والأميرة صبا)، الأمير محمد (متزوج من كريمة الأمير عبد العزيز بن سلمان بن محمد آل سعود)[3]، الأميرة منيرة (كانت متزوجة من الأمير سعود بن ممدوح بن عبد الرحمن بن سعود آل سعود)، الأمير بندر (متزوج من الأميرة ريم بنت سعود بن سلمان بن محمد آل سعود وله من البنات الأميرة العنود)، والأمير خالد (متزوج من كريمة الشيخ سعود بن محمد العلي).[1]
2. الأمير سعود بن سلمان بن محمد بن سعود. متزوج من الأميرة العنود بنت متعب بن عبد العزيز آل سعود وله من الأبناء الأميرة ريم (متزوجة من الأمير بندر بن فيصل بن سلمان بن محمد آل سعود ولها من البنات الأميرة العنود)، الأمير سلمان (متزوج من الأميرة العنود بنت خالد بن بندر بن عبد العزيز آل سعود وله من الأبناء الأمير ماجد، والأميرة نورة)، الأميرة الجوهرة، الأميرة دلال، الأمير محمد، والأمير عبد العزيز.
3. الأمير عبد العزيز بن سلمان بن محمد بن سعود. متزوج من الأميرة نوف بنت عبد الله بن عبد الرحمن آل سعود وله من الأبناء الأميرة جواهر، الأمير سلمان (كان متزوج من الأميرة حصة بنت عبد الرحمن بن عبد العزيز آل سعود، ومتزوج من الأميرة عريب بنت عبد الله بن عبد العزيز آل سعود وله من البنات الأميرة نوف)، الأميرة سارة، الأميرة العنود، الأمير محمد، والأمير سعود. له كريمة متزوجة من الأمير محمد بن فيصل بن سلمان بن محمد آل سعود.
4. الأمير محمد بن سلمان بن محمد بن سعود (مدير عام المتابعة بوزارة الداخلية). متزوج من الأميرة الجوهرة بنت عبد الله بن محمد بن سعود الكبير وله من الأبناء الأميرة هيفاء، الأمير سلمان، الأميرة دليل، الأمير فيصل، الأمير سعود متزوج من الأميرة نورة بنت فيصل بن محمد بن عبدالعزيز آل سعود، والأمير عبد الله. له كريمة متزوجة من الأمير نايف بن محمد بن سعد الثاني بن عبد الرحمن آل سعود.
5. الأمير فهد بن سلمان بن محمد بن سعود.
6. الأمير خالد بن سلمان بن محمد بن سعود. متزوج من الأميرة صيتة بنت محمد بن عبد العزيز بن سعود آل سعود وله من الأبناء الأمير سلمان، والأمير راكان.
7. الأمير تركي بن سلمان بن محمد بن سعود انجب ريما و سلمان
8. الأمير بندر بن سلمان بن محمد بن سعود. متزوج من الأميرة نوف بنت محمد بن عبد العزيز بن سعود آل سعود وله من الأبناء الأمير محمد، الأمير سعود متزوج من كريمة الأمير عبدالله بن سعود بن عبدالعزيز آل سعود ، الأمير خالد متزوج من الأميرة أميرة بنت فيصل بن محمد بن سعود بن عبدالعزيز ، والأمير عبد العزيز.
9. الأمير نايف بن سلمان بن محمد بن سعود. ( متزوج الأميرة هاله بنت عبدالله بن ناصر بن عبدالعزيز ، وانجبت الامراء سلطان ، العنود ، جواهر ، ديمه و ياسمين)
10. الأمير عبد الله بن سلمان بن محمد بن سعود. متزوج من الأميرة نورة بنت عبد العزيز بن مساعد آل سعود وله الأمير سلمان (متزوج من الأميرة العنود بنت عبدالله بن سعد بن فهد بن سعد الأول آل سعود[4])، الأميرة الجوهرة (متزوجة من الأمير عبدالله بن سعود بن محمد بن سعود الكبير ولهم الأمير بدر) وله كريمة متزوجة من الأمير ماجد بن تركي بن عبد الله بن عبد الرحمن آل سعود.
11. الأميرة دليل بنت سلمان بن محمد بن سعود. متزوجة من الأمير مشعل بن عبد العزيز آل سعود ولها من الأبناء الأمير العنود (متزوجة من الأمير عبد العزيز بن فهد بن سعد الأول بن عبد الرحمن آل سعود ولها من الأبناء الأمير فهد "متزوج من الأميرة صيتة بنت بندر بن عبد العزيز آل سعود[5]، ومتزوج من كريمة الأمير محمد بن نواف بن عبد العزيز آل سعود"[6]، الأميرة البندري «متزوجة من الأمير فهد بن سيف النصر بن سعود بن عبد العزيز آل سعود ولها من الأبناء الأمير فيصل، الأمير عبد العزيز، الأمير أحمد، والأمير نايف»[7]، ولها كريمة «متزوجة من الأمير فهد بن منصور بن سعد بن سعود بن عبد العزيز آل سعود»[8])، والأمير فيصل (متزوج من الأميرة لطيفة بنت سلطان بن عبد العزيز آل سعود وله من الأبناء الأمير تركي (متزوج من الأميرة سارة بنت تركي بن عبدالله بن عبدالرحمن آل سعود) ، الأمير سعود (متزوج من الأميرة أضواء بنت عبدالعزيز بن مشعل بن عبدالعزيز آل سعود[9])، الأميرة العنود (متزوجة من الأمير عبد العزيز بن فهد بن عبد العزيز آل سعود ولها من البنات الأميرة الجوهرة، والأميرة لطيفة)[10]، الأميرة لولوة (متزوجة من الأمير عبدالمجيد بن عبدالاله بن عبدالعزيز آل سعود)[11]، الأميرة مضاوي، الأميرة دليل.

## وفاته
توفي في الدلم قتله ابن سبهان (أمير الرياض) عام 1307 هـ تقريبًا.